# Be My Mistake
〈Be My Mistake〉是英國独立摇滚樂團1975樂團的歌曲，為他們第三張錄音室專輯《網路交友的快問快答》的第6首歌曲。儘管未正式作為單曲發行，這首歌仍在紐西蘭和美國的搖滾排行榜上分別獲得第24和第36名的成績。

## 含意
2018年11月接受Pitchfork採訪時，主唱馬修·希利（Matty Healy）表示〈Be My Mistake〉是一首關於內疚的歌曲。希利稱：「這是在講當你還年輕時，有時很難搞清楚你真正想要什麼。就像很多事情一樣，有的時候，你必須先犯過錯後才能知曉自己擁有的事物。」希利還指歌曲創作時受到已故歌手尼克·德雷克影響。

## 評價
為PopBuzz撰稿的凱蒂·路易絲·史密斯（Katie Louise Smith）稱〈Be My Mistake〉「幾乎就像是〈Somebody Else〉更悲傷的續作，它會百分百地摧毀你的情感」。

## 榜單成績
| 排行榜（2018–19年）                | 峰值 |
| ---------------------------------- | ---- |
| 新西兰（新西兰唱片音乐协会单曲榜） | 24   |
| 美國（《告示牌》Hot Rock Songs）   | 36   |

## 外部連結
- Official Acoustic Video （页面存档备份，存于）